# 행복한 추억찾기
《양미희의 행복한 추억찾기》는 대한민국 광주광역시·전라남도 민영방송사 kbc의 라디오 kbc My FM(광주·전남 중북부,전남 서남부 FM 101.1㎒/전남 영광 FM 104.3㎒/전남 동부권 FM 96.7㎒/전남 광양 FM 90.7㎒)에서 kbc DJ 양미희의 진행으로 매일 오후 4시에 방송 되는 라디오 프로그램이다.

## 역대 방송시간
| 방송 채널 | 프로그램        | 방송 기간                          | 방송 시간                         | 방송 분량 |
| --------- | --------------- | ---------------------------------- | --------------------------------- | --------- |
| kbc My FM | 행복한 추억찾기 | 1998년 2월 2일 ~ 2021년 12월 11일  | 월~토요일 오후 4:00 ~ 저녁 6:00   | 2시간     |
| kbc My FM | 행복한 추억찾기 | 2021년 12월 19일 ~ 2025년 1월 26일 | 매주 일요일 오후 4:00 ~ 저녁 6:00 | 2시간     |
| kbc My FM | 행복한 추억찾기 | 2025년 2월 1일 ~ 현재              | 매일 오후 4:00 ~ 저녁 6:00        | 2시간     |

## 역대 진행자
- 초대 - 김학실 前 아나운서 : 1998년 2월 2일 ~ 2012년 9월 15일
- 2대 - DJ 소수옥 : 2012년 9월 17일 ~ 2013년 11월 2일
- 3대 - 제창주 前 아나운서 : 2013년 11월 4일 ~ 2019년 8월 31일
- 4대 - 김도엽 前 아나운서 : 2019년 9월 2일 ~ 2020년 1월 4일
- 5대 - DJ 문애란 : 2020년 1월 6일 ~ 2021년 10월 23일
- 6대 - 김도엽 현 프리랜서 아나운서 : 2021년 10월 25일 ~ 2025년 2월 2일
- 7대 - DJ 양미희 : 2025년 2월 3일 ~ 현재

## 프로그램 내용
- 월요일 :  내 마음이 들리나요 /마음 속에 전하지 못한 소중한 사연을 담아드립니다 ~~
- 화요일 :  같이 들어요 나만의 플레이리스트 / 청취자들의 추억 속 쥬크박스 2~3곡 소개
- 수요일 :  세상 속으로/ 같은 날 과거 뉴스 속으로
- 목요일 :  이 노래 어때요 / 사연에 어울리거나 돌발식 선곡 추천 대결
- 금요일 :  금요일의 명화극장 영화 ost / 올드 무비 ost
- 토~일요일 : 한주간의 신청곡 베스트 , 추억의 팝송